# 江刺岩谷堂テレビ中継局
江刺岩谷堂テレビ中継局（えさしいわやどうテレビちゅうけいきょく）は、岩手県奥州市江刺区に置かれていたテレビ中継局。

## 中継局概要

### アナログテレビ放送
| チャンネル | 放送局名     | 空中線 電力          | ERP                 | 放送対象地域 | 放送区域 内世帯数 | 運用開始日      |
| ---------- | ------------ | -------------------- | ------------------- | ------------ | ----------------- | --------------- |
| 40         | NHK 盛岡総合 | 映像500mW/ 音声125mW | 映像2.1W/ 音声530mW | 岩手県       | 2272世帯          | 1974年 11月15日 |
| 42         | NHK 盛岡教育 | 映像500mW/ 音声125mW | 映像2.1W/ 音声530mW | 全国         | 2272世帯          | 1974年 11月15日 |
| 44         | IBC 岩手放送 | 映像500mW/ 音声125mW | 映像2.1W/ 音声530mW | 岩手県       | 2272世帯          | 1974年 11月14日 |

- 所在地： 奥州市江刺区館山1番地の奥州市立岩谷堂小学校南側
- 2011年7月24日をもって廃止される予定だったが、同年3月11日に発生した東北地方太平洋沖地震（東日本大震災）の影響により、アナログ放送終了が2012年3月31日まで延期された。
- デジタル中継局の置局予定はなく、盛岡送信所や一関中継局を受信する[3]。

## 放送エリア・その他
- 盛岡送信所からの電波が届きにくい奥州市江刺区岩谷堂地区南東部をカバーしていた。
- なお、在盛（アナログ）UHF民放局（TVIテレビ岩手・mit岩手めんこいテレビ・IAT岩手朝日テレビ）は、当地に中継局を置いていないため、紫波新山・盛岡送信所などを受信していた。